# Departaments de l'Uruguai per IDH

Departaments de l'Uruguai per IDH (dades de l'any 2002)
Nivell Alt
Nivell Mitjà

Aquesta és una llista dels departaments de l'Uruguai ordenats per Índex de Desenvolupament Humà (IDH) segons el "Report del Desenvolupament Humà" (1991-2002), elaborat a partir de dades de les Projeccions de Població INE-CELADE, Anuaris estadístics de l'INE i del MEC, i reportat per les Nacions Unides usant dades de l'any 2002.
Cap departament té un Índex de Desenvolupament Humà baix, i de fet gairebé tots en té un d'alt. La tendència total del 1999 al 2002 per a cada entitat departamental també va ser a l'alça, la qual cosa indica que la classificació d'IDH alt inclou cada vegada més departaments.
| Posició                    | Departament    | IDH 1999 | IDH 2000 | IDH 2001 | IDH 2002 |
| -------------------------- | -------------- | -------- | -------- | -------- | -------- |
| Desenvolupament Humà Alt   |                |          |          |          |          |
| 1r                         | Montevideo     | 0,877    | 0,882    | 0,884    | 0,880    |
| 2n                         | Flores         | 0,843    | 0,852    | 0,853    | 0,854    |
| 3r                         | Colonia        | 0,847    | 0,850    | 0,852    | 0,852    |
| 4è                         | Florida        | 0,830    | 0,835    | 0,839    | 0,842    |
| 5è                         | Maldonado      | 0,853    | 0,853    | 0,852    | 0,841    |
| 6è                         | Durazno        | 0,824    | 0,831    | 0,834    | 0,837    |
| 7è                         | Rocha          | 0,828    | 0,835    | 0,837    | 0,837    |
| 8è                         | Río Negro      | 0,823    | 0,829    | 0,832    | 0,837    |
| 9è                         | Lavalleja      | 0,824    | 0,829    | 0,833    | 0,836    |
| 10è                        | Soriano        | 0,824    | 0,830    | 0,818    | 0,835    |
| 11è                        | Paysandú       | 0,825    | 0,830    | 0,831    | 0,831    |
| 12è                        | Tacuarembó     | 0,800    | 0,819    | 0,823    | 0,828    |
| 13è                        | Salto          | 0,805    | 0,814    | 0,814    | 0,819    |
| 14è                        | Treinta y Tres | 0,805    | 0,810    | 0,812    | 0,819    |
| 15è                        | Cerro Largo    | 0,801    | 0,808    | 0,811    | 0,814    |
| 16è                        | Artigas        | 0,800    | 0,803    | 0,806    | 0,809    |
| 17è                        | San José       | 0,800    | 0,805    | 0,808    | 0,808    |
| Desenvolupament Humà Mitjà |                |          |          |          |          |
| 18è                        | Rivera         | 0,782    | 0,787    | 0,794    | 0,799    |
| 19è                        | Canelones      | 0,797    | 0,800    | 0,797    | 0,798    |

## Comparació amb l'IDH d'altres països del món
| Desenvolupament Humà Molt Alt |                |       |                      |
| 1r                            | Montevideo     | 0,841 | República Txeca      |
| Desenvolupament Humà Alt      |                |       |                      |
| 2n                            | Colonia        | 0,775 | Argentina            |
| 3r                            | Flores         | 0,772 | Kuwait               |
| 4t                            | Florida        | 0,769 | Montenegro           |
| 5è                            | Maldonado      | 0,767 | Romania              |
| -                             | Uruguai        | 0,765 | Croàcia              |
| 6è                            | Durazno        | 0,762 | Croàcia              |
| 7è                            | Rocha          | 0,756 | Panamà               |
| 8è                            | Río Negro      | 0,753 | Aràbia Saudita       |
| 9è                            | Lavalleja      | 0,750 | Mèxic                |
| 10è                           | Soriano        | 0,748 | Mèxic                |
| 11è                           | Paysandú       | 0,748 | Mèxic                |
| 12è                           | Tacuarembó     | 0,745 | Malàisia             |
| 13è                           | Salto          | 0,742 | Bulgària             |
| 14è                           | Treinta y Tres | 0,741 | Bulgària             |
| 15è                           | Cerro Largo    | 0,740 | Bulgària             |
| 16è                           | Artigas        | 0,738 | Trinitat i Tobago    |
| 17è                           | San José       | 0,732 | Belarús              |
| 18è                           | Rivera         | 0,710 | Bòsnia i Hercegovina |
| 19è                           | Canelones      | 0,706 | Ucraïna              |